# Suka Negeri (Air Nipis)
Suka Negeri is een bestuurslaag in het regentschap Bengkulu Selatan van de provincie Bengkulu, Indonesië. Suka Negeri telt 1880 inwoners (volkstelling 2010).